# 雷斯瓦爾角
60°44′S 45°36′W / 60.733°S 45.600°W
雷斯瓦爾角（英語：Rethval Point）是南極洲的海岬，位於南奧克尼群島的西格尼島東岸，是帕爾港入口處南部，在1933年由英國探險隊測量，現時由南極條約體系管理。